# Kolarstwo torowe na Igrzyskach Azjatyckich 2018
Kolarstwo torowe na Igrzyskach Azjatyckich 2018 – jedna z dyscyplin rozgrywana podczas igrzysk azjatyckich w Dżakarcie i Palembangu. Zawody odbyły w dniach 27 – 31 sierpnia w Jakarta International Velodrome w stolicy Indonezji. Do rywalizacji w czternastu konkurencjach przystąpiło 209 zawodników z 21 państw.

## Uczestnicy
W zawodach wzięło udział 209 zawodników z 21 państw.
| Reprezentacja                | Liczba zawodników |
| ---------------------------- | ----------------- |
| Arabia Saudyjska             | 7                 |
| Bahrajn                      | 1                 |
| Chiny                        | 20                |
| Chińskie Tajpej              | 6                 |
| Hongkong                     | 18                |
| Indie                        | 17                |
| Indonezja                    | 14                |
| Iran                         | 9                 |
| Japonia                      | 17                |
| Katar                        | 1                 |
| Kazachstan                   | 12                |
| Korea Południowa             | 24                |
| Makau                        | 3                 |
| Malezja                      | 17                |
| Mongolia                     | 6                 |
| Singapur                     | 2                 |
| Syria                        | 3                 |
| Tadżykistan                  | 2                 |
| Tajlandia                    | 17                |
| Uzbekistan                   | 8                 |
| Zjednoczone Emiraty Arabskie | 5                 |
| 21 reprezentacji             | 209               |

## Medaliści
| Konkurencja                        | Złoto                                                                | Srebro                                                                                       | Brąz                                                                         |           |
| Mężczyźni                          | Mężczyźni                                                            | Mężczyźni                                                                                    | Mężczyźni                                                                    | Mężczyźni |
| ---------------------------------- | -------------------------------------------------------------------- | -------------------------------------------------------------------------------------------- | ---------------------------------------------------------------------------- | --------- |
| Keirin                             | Jai Angsuthasawit                                                    | Yudai Nitta                                                                                  | Mohd Azizulhasni Awang                                                       | [ 3 ]     |
| Omnium                             | Eiya Hashimoto                                                       | Leung Chun Wing                                                                              | Artiom Zacharow                                                              | [ 4 ]     |
| Wyścig indywidualny na dochodzenie | Park Sang-hoon                                                       | Ryo Chikatani                                                                                | Artiom Zacharow                                                              | [ 5 ]     |
| Wyścig drużynowy na dochodzenie    | Chiny · Guo Liang · Qin Chenlu · Shen Pingan · Xue Chaohua           | Hongkong · Cheung King Lok · Leung Chun Wing · Leung Ka Yu · Mow Ching Ying                  | Japonia · Ryo Chikatani · Eiya Hashimoto · Shogo Ichimaru · Shunsuke Imamura | [ 6 ]     |
| Sprint                             | Mohd Azizulhasni Awang                                               | Tomohiro Fukaya                                                                              | Im Chae-bin                                                                  | [ 7 ]     |
| Sprint drużynowy                   | Chiny · Li Jianxin · Xu Chao · Zhou Yu                               | Malezja · Mohd Azizulhasni Awang · Muhammad Fadhil Mohd Zonis · Muhammad Shah Firdaus Sahrom | Japonia · Kazuki Amagai · Tomohiro Fukaya · Yudai Nitta                      | [ 8 ]     |
| Madison                            | Cheung King Lok Leung Chun Wing                                      | Im Jae-yeon Park Sang-hoon                                                                   | Eiya Hashimoto Shunsuke Imamura                                              | [ 9 ]     |
| Kobiety                            |                                                                      |                                                                                              |                                                                              |           |
| Keirin                             | Lee Wai Sze                                                          | Lee Hye-jin                                                                                  | Zhong Tianshi                                                                | [ 10 ]    |
| Omnium                             | Yumi Kajihara                                                        | Huang Ting-ying                                                                              | Kim You-ri                                                                   | [ 11 ]    |
| Wyścig indywidualny na dochodzenie | Lee Ju-mi                                                            | Wang Hong                                                                                    | Huang Ting-ying                                                              | [ 12 ]    |
| Wyścig drużynowy na dochodzenie    | Korea Południowa · Kim Hyun-ji · Kim You-ri · Lee Ju-mi · Na Ah-reum | Chiny · Chen Qiaolin · Liu Jiali · Wang Hong · Wang Xiaofei                                  | Japonia · Yuya Hashimoto · Yumi Kajihara · Kisato Nakamura · Miho Yoshikawa  | [ 13 ]    |
| Sprint                             | Lee Wai Sze                                                          | Lee Hye-jin                                                                                  | Cho Sun-young                                                                | [ 14 ]    |
| Sprint drużynowy                   | Lin Junhong Zhong Tianshi                                            | Li Yin Yin Ma Wing Yu                                                                        | Kim Wong-yeong Lee Hye-jin                                                   | [ 15 ]    |
| Madison                            | An Seon-jin Kim You-ri                                               | Pang Yao Yang Qianyu                                                                         | Liu Jiali Wang Xiaofei                                                       | [ 16 ]    |

## Tabela medalowa
| Pozycja | Reprezentacja    | Złoto | Srebro | Brąz | Razem |
| ------- | ---------------- | ----- | ------ | ---- | ----- |
| 1.      | Korea Południowa | 4     | 3      | 4    | 11    |
| 2.      | Hongkong         | 3     | 4      | 0    | 7     |
| 3.      | Chiny            | 3     | 2      | 2    | 7     |
| 4.      | Japonia          | 2     | 3      | 4    | 9     |
| 5.      | Malezja          | 1     | 1      | 1    | 3     |
| 6.      | Tajlandia        | 1     | 0      | 0    | 1     |
| 7.      | Chińskie Tajpej  | 0     | 1      | 1    | 2     |
| 8.      | Kazachstan       | 0     | 0      | 2    | 2     |
| Razem   | Razem            | 14    | 14     | 14   | 42    |